# Puget (Familie)
Die Familie Puget war eine französische Orgelbauerfamilie aus Toulouse im 19. und 20. Jahrhundert. Zu ihr gehörten:
- Théodore Puget (* 1799 in Montréal-sur-Aude; † 1883);

- dessen Söhne:

- François Puget (* 1825 in Fanjeaux; † 1854 in Montpellier),
- Eugène Puget (* 1838 in Lagrasse; † 1892 in Lavelanet) und
- Jean-Baptiste Puget (* 1849 in Toulouse; † 1940 in Toulouse)

- dessen Sohn Maurice Puget (* 1894 in Toulouse; † 1960 in Toulouse)

## Théodore Puget (1799–1883)
Théodore Puget wurde 1799 in Montréal-sur-Aude geboren. Er lernte das Orgelbauhandwerk bei Prosper Moitessier und ging 1834 ging nach Toulouse und war dort als Orgelbauer tätig. 1866 gründete er gemeinsam mit seinen Söhnen das Unternehmen Théodore Puget père et fils, dessen Leitung er 1877 seinen Söhnen übertrug.
| Jahr | Ort         | Gebäude              | Bild | Manuale | Register | Bemerkungen   |
| ---- | ----------- | -------------------- | ---- | ------- | -------- | ------------- |
| 1835 | Toulouse    | Kathedrale           |      |         |          | Restaurierung |
|      | Sète        | St-Joseph            |      |         |          |               |
|      | Montpellier | Karmeliter           |      |         |          |               |
| 1842 | Saint-Céré  |                      |      |         |          |               |
| 1845 | Nîmes       |                      |      |         |          |               |
| 1857 | Narbonne    | Kathedrale           |      |         |          | Restaurierung |
| 1862 | Alès        |                      |      |         |          |               |
| 1863 | Lavaur      | St-François          |      |         |          |               |
| 1863 | Mèze        |                      |      |         |          |               |
| 1865 | Perpignan   |                      |      |         |          |               |
| 1868 | Béziers     |                      |      |         |          |               |
| 1868 | Marseille   | St-Victor            |      |         |          |               |
| 1872 | Limoux      | St-Martin            |      |         |          |               |
| 1876 | Toulouse    | St-Sernin, Chororgel |      | II/p    | 12       | Umbau         |

## Eugène Puget (1838–1892)
Eugène wurde 1838 als Sohn von Théodore Puget geboren. Er lernte Klavier- und Orgelspiel und arbeitete seit dem 17. Lebensjahr im väterlichen Betrieb. Er übernahm die Firmenleitung 1877.
| Jahr | Ort           | Gebäude                              | Bild | Manuale | Register | Bemerkungen                                                           |
| ---- | ------------- | ------------------------------------ | ---- | ------- | -------- | --------------------------------------------------------------------- |
| 1877 | Toulouse      | St-Cyprien de Toulouse, Chororgel    |      | II/p    | 10       | 1902 von Jean-Baptiste Puget nach St-Pierre-des-Chartreux versetzt.   |
| 1878 | Toulouse      | Notre-Dame-du-Taur                   |      |         |          | gemeinsam mit Théodore Puget                                          |
| 1880 | Toulouse      | Notre-Dame du Taur                   |      |         | 40       |                                                                       |
| 1881 | Toulouse      | Notre-Dame de la Daurade, Chororgel  |      |         |          |                                                                       |
| 1881 | Lodève        | Kathedrale von Lodève                |      |         | 36       | Umbau                                                                 |
| 1883 | Montréal      |                                      |      |         |          | Restaurierung                                                         |
| 1888 | Toulouse      | Notre-Dame-de-la-Dalbade             |      | III     | 50       |                                                                       |
| 1889 | Toulouse      | Notre-Dama-de-la-Daurade, Hauptorgel |      |         |          |                                                                       |
| 1890 | San Sebastián | San Vicente (San Sebastián)          |      | III     | 33       | Erweiterung einer Cavaillé-Coll-Orgel um ein Positiv mit 9 Registern. |

## Jean-Baptiste Puget (1849–1940)
Jean-Baptiste Puget war ebenfalls Sohn von Théodore Puget. Er hatte gestalterisches Talent und übernahm oft die Konstruktion der Orgelprospekte.
| Jahr | Ort   | Gebäude                    | Bild | Manuale | Register | Bemerkungen   |
| ---- | ----- | -------------------------- | ---- | ------- | -------- | ------------- |
| 1904 | Albi  | Kathedrale                 |      |         | 74       |               |
| 1909 | Paris | St-Charles-de-Monceau      |      |         |          | Restaurierung |
| 1913 | Paris | Theater der Champs-Elysées |      |         | 50       | Restaurierung |
| 1900 | Lille | Konservatorium             |      |         |          | Restaurierung |

## Maurice Puget (1894–1960)
Maurice Puget war der Sohn von Jean-Baptiste.
| Jahr | Ort       | Gebäude              | Bild | Manuale | Register | Bemerkungen                                       |
| ---- | --------- | -------------------- | ---- | ------- | -------- | ------------------------------------------------- |
| 1927 | Narbonne  | Kathedrale           |      |         | 68       |                                                   |
| 1929 | Albi      | St-Salvy d’Albi      |      | III/P   | 37       |                                                   |
| 1930 | Perpignan | Kathedrale           |      |         | 75       |                                                   |
| 1932 | Toulouse  | St-Sernin, Chororgel |      | II/p    | 12       | → Hauptartikel : Orgeln von St-Sernin de Toulouse |
| 1953 | Monaco    | Kathedrale           |      |         | 62       |                                                   |
| 1958 | Nizza     | Kathedrale           |      |         | 66       |                                                   |